# Каліги

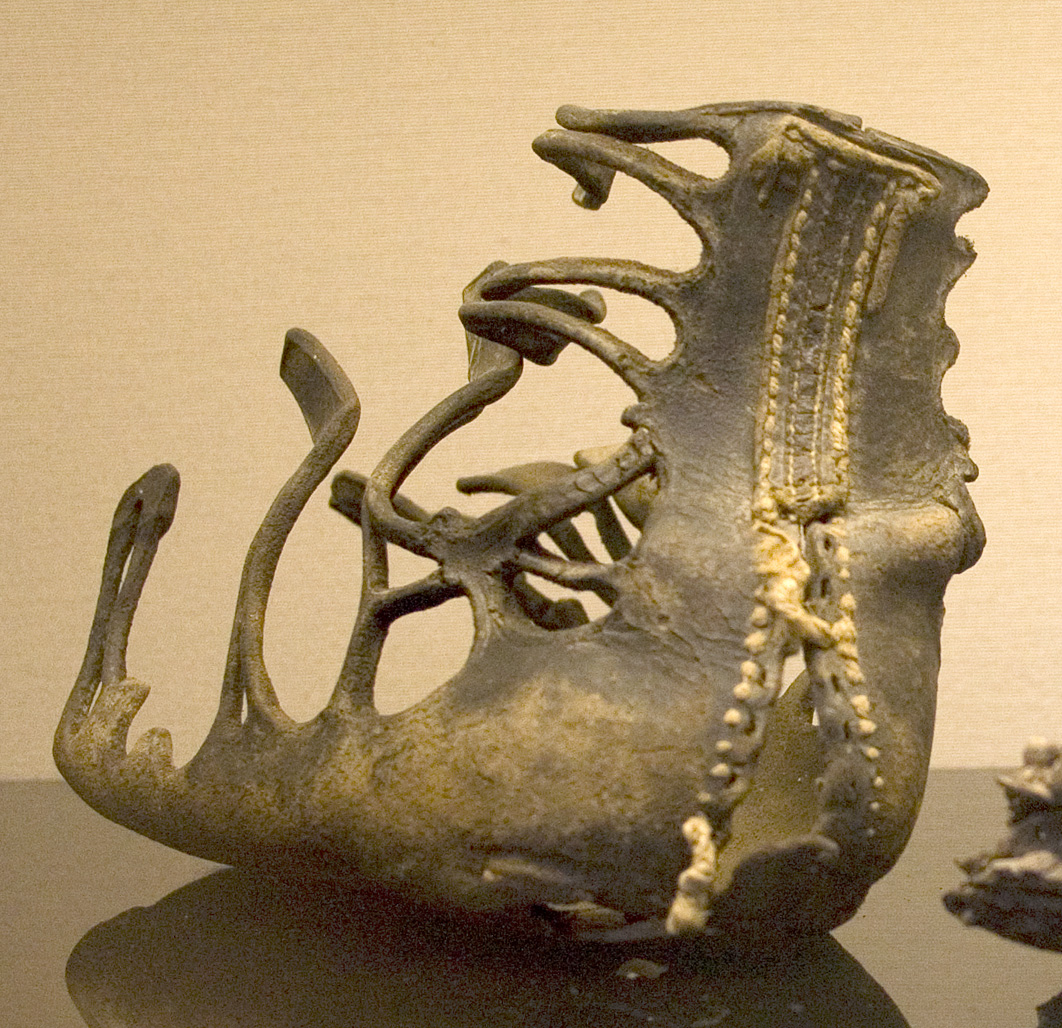
Давньоримська каліга. Артефакт з Каср-Ібріма (Єгипет)

Калі́ги (лат. caligae, однина — caliga, здогадно від calx — «п'ята», «каблук») — тип давньоримського взуття, схожого на постоли або мокасини. Уживалися переважно легіонерами (які іноді зовуться caligati — «ті, хто носить каліги»).

## Вигляд
Каліги шили по-різному. Деякі зразки скидалися на прості постоли або мокасини: їх робили з одного клаптя шкіри. Інші мали складніший дизайн, складалися з різних деталей — підошви, прорізного верху та устілки. Верхня частина каліги мала вигляд ремінців, якими їх прив'язували до щиколоток. Підошва могла додатково зміцнюватися цвяшками. Ані шкарпеток, ані онуч з калігами зазвичай не носили. Відкритий верх забезпечував вентиляцію, що запобігало грибковим захворюванням та «траншейній стопі». Проте, у місцевостях з досить холодним кліматом (Британія) відоме використання каліг з вовняними шкарпетками.

## Інше давньоримське взуття
- Карбати́ни (carbatinae, однина — carbatina) — сандалі з одного клаптя шкіри, споряджені поворозкою. Уживалися селянами.
- Со́леї (soleae) — відкриті сандалі.
- Со́куси, со́ці (socci, однина — soccus) — взуття з підошвою, непідбитою цвяшками і без окремого верху, схоже на капці (шльопанці);
- Ка́льцеї (calcei, однина — calceus) — високе взуття вільних римлян. Знатні громадяни носили червоні кальцеї зі срібляними оздобами, прості — чорні без оздоб.
- Коту́рни (cothurni) — взуття на високій підошві для збільшення зросту. Котурни мають грецьке походження (грец. κόθορνος, двоїна — κοθόρνω), уживалися також акторами.

Жінки носили те ж взуття, що й чоловіки, тільки матеріал його був м'якішим і тоншим. Зимове взуття зазвичай мало коркову підошву.

## Інше

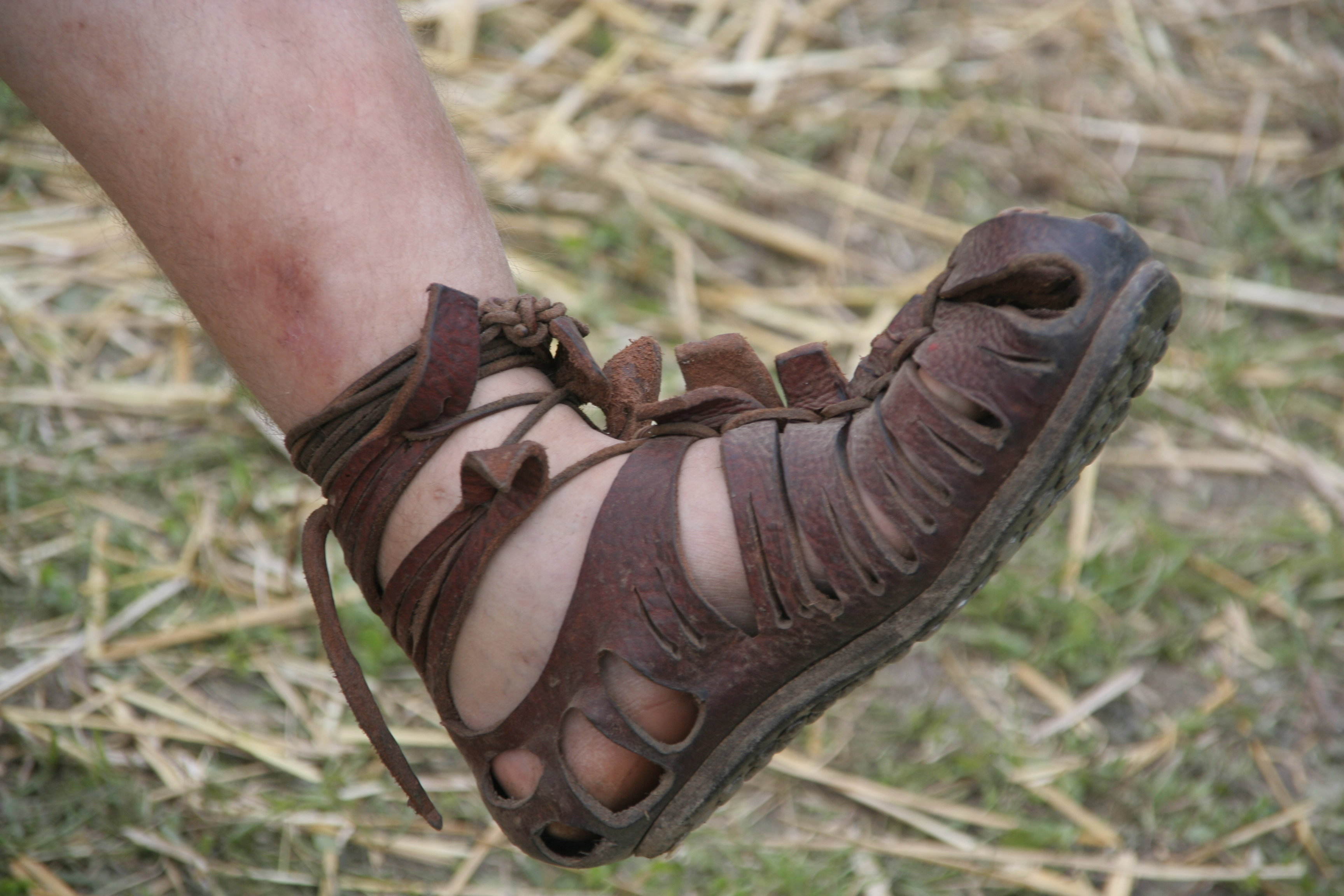
Сучасна реконструкція каліги

- Калігула — прізвисько римського імператора Гая Юлія Цезаря Августа Германіка, під яким він увійшов в історію. Буквально воно значить «маленька каліга», «чобіток». Батько Гая Юлія, полководець та імператор Германік, брав сина у походи, де він носив солдатське взуття, за що його й прозвали «чобітком». Коли Калігула став імператором, він продовжив носити каліги, вбираючи їх коштовним камінням.
- Літургійні панчохи — частина богослужбового облачіння католицького єпископа, латиною звуться «caligae» (тобто «каліги»).

## Цікаві факти
- Слово «каліка» (у значенні «мандрівний співець духовних пісень»), за найпоширенішою версією, пов'язане з д.-рус. калики, каліки («каліги»). До східнослов'янських мов це слово потрапило, ймовірне, через візантійське посередництво (грец. καλίκια, яке також могло виникнути внаслідок змішення caligae та calcei — «кальцеї»).[3]. По всій середньовічній Європі каліги були звичайним взуттям мандрівників та прочан.